# Subcultură
Prin subcultură se înțelege fie o tendință de manifestare subiacentă a unei culturi elementare, fie o cultură a grupurilor și subgrupurilor sociale dintr-o comunitate etnică. (DEX'98)
În sociologie, antropologie și studii culturale, o subcultură este un grup de oameni cu o cultură (distinctă, sau obscură) care îi deosebește față de cultura mai mare, dominantă, denumită și mainstream, de care aparțin. Dacă o anumită subcultură este caracterizată de o opoziție sistematică față de cultura dominantă, ea poate fi descrisă ca fiind o contracultură. 
„Adepții unei contraculturi resping unele sau majoritatea standardelor și modelelor comportamentale ale societății înglobante, dar nu resping toate normele și valorile culturii dominante” (I. Mihăilescu, 1993).
O subcultură propune un ansamblu de simboluri, norme, valori și moduri de viață neidentice cu cele ale culturii dominante într-o societate, dar nici în contradicție față de acestea, ci adiționate lor (de exemplu, Asociația pescarilor și vânătorilor poate reprezenta o asemenea subcultură) (Bryjak, Soroka, 1995).
Ken Gelder observă că subculturile sunt sociale, prin convențiile lor comune, prin valori și ritualuri. Subculturile pot părea "afundate" sau preocupate cu propriile lor interese - o altă proprietate ce le deosebește de o contracultură. El identifică 6 metode de bază prin care o subcultură poate fi înțeleasă:
1. prin relațiile lor, în general, negative față de muncă (lipsiți de activitate, paraziți, etc.);
2. prin relațiile lor negative sau ambivalente la clasa socială (subculturile nu sunt conștiente de clasă și nu se conformează definițiilor tradiționale a clasei sociale);
3. prin asocierea cu teritorii ("strada", "ghetoul", "clubul", etc.), în loc de proprietăți;
4. prin schimbarea formei de apartenență de la casă, la una nedomestică, și anume, teritoriul. (De exemplu, grupuri sociale, în loc de familie);
5. prin legăturile stilistice față de exces și exagerare (cu unele excepții);
6. prin refuzarea banalităților vietii obișnuite și masificare.
Deoarece subcultura este o cultură specifică unui grup social, și pentru că acest grup este considerat ca fiind un sub-grup al grupului mare, adică a societății, rezultă că subcultura este cultura proprie unui sub-grup al societății.

Fiind conștient de ambiguitatea termenului de subcultură (are conotația a ceva ce este subordonată unei culturi dominante, ce are caracter subteran), Ulf Hannerz propune o regândire a lui în așa fel încât să fie clar că subcultura este integrată într-un sistem mai larg, este diferențiată în interior, se formează ca o rețea de relații și situații sociale în cadrul căreia între participanți se articulează o simetrie a perspectivelor.  ... Și în timp ce se recunoaște heterogenitatea subculturilor, trebuie conștientizat și faptul că delimitarea lor este relativă, granițele între ele se refac permanent.  ... Oricum s-ar întrepătrunde însă, clasificarea și autoclasificarea oamenilor în subculturi servește la exprimarea distincțiilor sociale și la consolidarea coeziunii din cadrul grupului. 
Față de noțiunea de “subcultură”, cea de “microcultură” desemnează culturile formate pe baza unor experiențe concrete împărtășite, pe baza unor biografii comune. Adică poate fi folosită în cazul descrierii unor spații sociale mai restrânse, unde mai funcționează mecanismele de ordonare ale sensurilor, dar care, totuși, nu pot fi considerate a fi ultimele spații ale diferențierii culturale, căci acest proces este unul permanent și omniprezent.  Arhivat în 20 octombrie 2006, la Wayback Machine.
David Riesman face distingeri între o majoritate, care "acceptă pasiv stiluri și sensuri oferite comercial, și o subcultură, care caută în mod activ un stil minoritar... pe care îl interpretează în funcție de valorile lor subversive (ce subminează valorile acceptate general)". Sarah Thornton, ce face referiri la Pierre Bourdieu, descrie "capitalul subcultural" ca fiind cunoștintele si avuțiile culturale obținute de membrii unei subculturi, ridicându-și statutul și diferențiindu-se de membrii altor grupuri.
Dick Hebdige, în cartea "Subcultura și sensul stilului" (1979) argumentează că o subcultură este o subversiune a normalității. Subculturile pot fi percepute ca fiind negative, datorită faptului că acestea critică standardul social dominant. În esență, subculturile aduc împreuna indivizi cu opinii asemănătoare, care se simt neglijați de standardele sociale, și le permit să-și dezvolte o identitate.